# Agkonia pega
Agkonia pega är en fjärilsart som beskrevs av Paul Dognin 1894. Agkonia pega ingår i släktet Agkonia och familjen björnspinnare. Inga underarter finns listade i Catalogue of Life.